# ایرینگن
ایرینگن (به آلمانی: Ihringen) یک شهر در آلمان است که در برایگاو-هخشوارتسوالد واقع شده‌است. ایرینگن ۵٬۸۹۰ نفر جمعیت دارد.